# 前209年
| 千纪： | 前1千纪 |
| 世纪： | 前4世纪 \| 前3世纪 \| 前2世纪                                                                                         |
| 年代： | 前230年代 \| 前220年代 \| 前210年代 \| 前200年代 \| 前190年代 \| 前180年代 \| 前170年代                               |
| 年份： | 前214年 \| 前213年 \| 前212年 \| 前211年 \| 前210年 \| 前209年 \| 前208年 \| 前207年 \| 前206年 \| 前205年 \| 前204年 |
| 纪年： | 秦二世元年；衛君角三十三年                                                                                            |

## 大事记

### 中國
- 春，秦二世東行郡縣，李斯從。[1]
- 四月，二世誅殺秦始皇諸公子。[1]
- 秦末農民戰爭－大澤鄉起義：七月，陳勝、吳廣起兵於蘄。陳勝自立為王，號「張楚」。[1]
- 張楚將領周文攻入關中，秦二世大驚，遣少府章邯率兵迎擊，周文敗走。[1]
- 八月，武臣自立為趙王，以陳餘為大將軍，張耳為右丞相，邵騷為左丞相，派韓廣北攻燕國，李良攻常山、太原。[1]
- 八月，陳勝部將周文帶領部眾從間道越過函谷關到達戲（今陝西省臨潼縣新豐鎮以東），逼近咸陽。
- 八月，陳勝部將葛嬰立襄彊為楚王。
- 九月，陳勝攻占陳縣，稱王，建「張楚」政權。葛嬰聽說陳勝已稱王，殺襄彊投奔陳勝，但是還是為陳勝所殺。
- 九月，戲之戰，章邯率領由役徒和奴子臨時編成的部隊向張楚軍隊發起進攻，秦朝軍隊勝利，張楚軍隊大敗，大軍退回函谷關。
- 九月，沛人劉邦起兵於沛。[1]同月，武臣舊將韓廣佔領燕國舊地，恢復燕國；陳勝命魏國人周巿帶兵奪取魏國舊地。成功後，周巿堅拒魏國人擁戴稱王，從陳勝處迎回魏咎，立他為王，周巿為宰相。
- 下相人項梁殺會稽郡守殷通，與姪兒項羽起兵於吳。[1]
- 十月，原田齊公族田儋和堂弟田榮，趁機率領家奴，殺死狄縣令，田儋以齊王之宗室，自立為王，收奪了齊國舊地。
- 该年，秦二世廢衛君角為庶人，卫国灭亡[1]。
- 周朝諸侯國衞國被秦國所滅，秦國至此實際統一全中國。
- 趙王武臣被李良兵變殺死。趙國將領张耳、陳餘等擊敗李良，立赵歇为赵王，定都信都，李良投奔秦將章邯。
- 頭曼之子冒頓發動政變，自立為匈奴單于。

### 罗马
- 罗马共和國統帥大西庇阿，趁漢尼拔的弟弟哈斯多爾巴爾戰死，一舉攻下迦太基首都。

### 西亞
- 塞琉古帝國安條克三世入侵帕提亞 （安息）並攻佔首府赫卡通皮洛斯，並在拉馬倪山擊敗安息國王阿爾沙克二世（本名阿爾達班），推進到希爾卡尼亞，迫使阿爾達班求和並把安息納入屬國。
- 塞琉古帝國安條克三世與希臘-巴克特里亞王國歐西德莫斯一世在阿利烏河河岸爆發阿利烏河戰役，安條克三世獲得決定性勝利。

## 逝世
- 公子將閭，秦始皇之子。
- 公子高，秦始皇之子。
- 襄彊，中国秦朝末年群雄之一，一度称楚王。
- 葛嬰，秦末农民战争领袖陈胜的部将。
- 頭曼，匈奴單于。